# Годзила (филм из 1954)
Годзила (јап. ゴジラ, Gojira) је јапански култни хорор филм о истоименом чудовишту из 1954. године, режисера Ишира Хонде са Акиром Такарадом, Момоко Кочи, Акихиком Хиратом и Такашијем Шимуром у главним улогама. Започео је истоимену филмску франшизу коју чине бројни наставци, римејкови и кросовери.
Радња филма прати чудовиште налик на диносауруса, које је пробуђено услед нуклеарног холокауста у Постокупацијском Јапану. Чудовиште је првобитно замишљено као џиновска хоботница, да би се продуценти и редитељ на крају ипак одлучили за изглед који више подсећа на диносауруса. Снимање је трајало 51 дан, а специјални ефекти су рађени 71 дан.
Филм је премијерно приказан 3. новембра 1954. у Јапану и веома брзо је стекао култни статус. Остварио је велики комерцијални успех на коме се изградила читава франшиза од 36 филмова. Критичари на сајту Rotten Tomatoes су га оценили са 93%, а публика са 89%.

## Радња
Тестирање америчког нуклеарног оружја проузрокује буђење наизглед незаустављивог монструма налик на диносауруса. Др Јамане представља своја истраживања о чудовишту у Токију и саопштава да је високо 50 m, као и да је настало еволуцијом од древних морских створења.

## Улоге
| Глумац           | Улога                |
| ---------------- | -------------------- |
| Акира Такарада   | Хидето Огата         |
| Момоко Кочи      | Емико Јамане         |
| Акихико Хирата   | др Даизуке Серизава  |
| Такаши Шимура    | др Кјохи Јамане      |
| Фујуки Мураками  | др Танабе            |
| Сачио Сакаи      | Хагивара             |
| Рен Јамамото     | Масаји Јамада        |
| Тојоаки Сузуки   | Шиникичи Јамада      |
| Тораносуке Огава | председник компаније |